# Псиж
Пси́ж (абаз. Псыжв, кабард. Псыжь
, карач.-балк. Псыж, рос. Псыж) — аул в Абазинському районі республіки Карачаєво-Черкесія (Росія).
Утворює муніципальне утворення Псижське сільське поселення як єдиний населений пункт в його складі.

## Географія
Аул розташований у лівобережжя річки Кубань, в північній зоні Абазинського району, відокремленого від решти району землями Прикубанського району, до складу якого аул раніше входив. Знаходиться за 0,2 км на захід від міста Черкеськ та за 35 км на північний схід від районного центру Інжич-Чукун. Через аул проходить гілка автотраси Р217. Площа сільського поселення становить 67 км².

## Етимологія
Сучасна назва населеного пункту походить від адигзької (черкеської) назви річки Кубань. Псижь в перекладі з черкеської мови означає «велика ріка», де пси — «річка» і суфікс жьи зі значенням «велика».

## Історія
Аул на своєму нинішньому місці заснований в 1830 році, князями з роду Дударуковців. До цього аули дудруковців спочатку розташовувалися у верхів'ях річок Аксаут і Маруха.

## Населення
В аулі проживає близько половини населення Абазинського району і є четвертим за величиною сільським населеним пунктом республіки. 82,1 % населення аулу складають абазини.

## Культура
В аулі діє громадська організація абазинського народу — Алашара.